# Leucoma flavifrons
Leucoma flavifrons är en fjärilsart som beskrevs av George Francis Hampson 1910. Leucoma flavifrons ingår i släktet Leucoma och familjen tofsspinnare. Inga underarter finns listade i Catalogue of Life.